# Liste der Naturdenkmale in Mehlbach
Die Liste der Naturdenkmale in Mehlbach nennt die im Gemeindegebiet von Mehlbach ausgewiesenen Naturdenkmale (Stand 2. April 2013).

## Naturdenkmale
| Nr.         | Bezeichnung      | Lage                                               | Beschreibung    | Bild                                    |
| ----------- | ---------------- | -------------------------------------------------- | --------------- | --------------------------------------- |
| ND-7335-228 | Starkbrunnen     | nördlich des Ortes; Flur Am Statzenberg Lage       | gefasste Quelle | Direkt Bild zu diesem Denkmal hochladen |
| ND-7335-229 | Krötendell       | östlich des Ortes; Flur In der Krötendell Lage     | Vogelnistgehölz | Direkt Bild zu diesem Denkmal hochladen |
| ND-7335-230 | Becherbachhecken | südöstlich des Ortes; Flur In den Sauerwiesen Lage | Vogelnistgehölz | Direkt Bild zu diesem Denkmal hochladen |